# Premi Windsor McCay
El Premi Winsor McCay es dona a les persones en el reconeixement a una vida o carrera dedicada a la contribució en animació. El premi es presenta als anuals Premis Annie, presentats per la International Animated Film Society, ASIFA-Hollywood. El guardó va ser establert el 1972, i és anomenat així en honor del pioner en animació Winsor McCay.

## Guardonats
Llista dels guardonats amb el premi Winsor McCay:
- † Premiat pòstumament

| Any            | Guardonat/da                                                                                                 |
| -------------- | --- |
| 1972 (1a gala) | Max Fleischer†, Dave Fleischer                                                                               |
| 1973 (2a)      | Walter Lantz                                                                                                 |
| 1974 (3a)      | Tex Avery, Friz Freleng, Chuck Jones, Art Babbitt, Winsor McCay†                                             |
| 1975 (4a)      | Walt Disney†, John Hubley, Faith Hubley, Norman McLaren                                                      |
| 1976 (5a)      | Robert Cannon†, Hugh Harman, Rudolph Ising, Mike Maltese, George Pal, Ward Kimball                           |
| 1977 (6a)      | Bill Hanna, Joseph Barbera, Mel Blanc, Oskar Fischinger†, Bill Scott, Milt Kahl                              |
| 1978 (7a)      | Jay Ward, Ub Iwerks†, Dick Huemer, Carl Stalling†, Hans Conreid                                              |
| 1979 (8a)      | Clyde Geronimi, Bill Meléndez, Mae Questel, Otto Messmer                                                     |
| 1980 (9a)      | Ollie Johnston, Frank Thomas, Cal Howard, Paul Julien, Laverne Harding                                       |
| 1981 (10a)     | T. Hee, Bill Peet, Bill Tytla†, John Whitney, Ken Harris                                                     |
| 1982 (11a)     | Ken Anderson, Bruno Bozzetto, June Foray, Don Graham†, Marc Davis                                            |
| 1983 (12a)     | Eric Larson, Fred Moore†, Clarence Nash, Wolfgang Reitherman, Leo Salkin, Steven Bosustow†, Wilfred Jackson  |
| 1984 (13a)     | Daws Butler, David Hand, Jack Kinney, Michael Lah, Robert McKimson†, Richard Williams, Hamilton Luske†       |
| 1985 (14a)     | Robert Abel, Preston Blair, Joe Grant, John Halas, Sterling Holloway, Jim McDonald, Phil Monroe, Ben Washam† |
| 1986 (15a)     | Frederic Back, Shamus Culhane, William T. Hurtz, Irven Spence, Emery Hawkins, John Lounsbery†                |
| 1987 (16a)     | Paul Dressien, Jack Hannah, Bill Littlejohn, Maurice Noble, Ken O'Connor                                     |
| 1988 (17a)     | Ralph Bakshi, Bob Clampett†, Tissa David, Kihachiro Kawamoto, Virgil Ross                                    |
| 1989-90 (18a)  | Art Clokey, Hicks Lokey, Don Messick, Osamu Tezuka†, Lester Novros                                           |
| 1991 (19a)     | Ray Harryhausen, Herbert Klynn, Bob Kurtz, Yuri Norstein, Joe Siracusa, Ruth Kissane†                        |
| 1992 (20a)     | Les Clark†, Stan Freberg, David Hilberman                                                                    |
| 1993 (21a)     | George Dunning†, Roy E. Disney, Jack Zander                                                                  |
| 1994 (22a)     | Ed Benedict, Arthur Davis, Jean Vander Pyl                                                                   |
| 1995 (23a)     | Jules Engel, Vance Gerry, Dan McLaughlin                                                                     |
| 1996 (24a)     | Mary Blair†, Burny Mattinson, Iwao Takamoto                                                                  |
| 1997 (25a)     | Willis O'Brien†, Myron Waldman, Paul Winchell                                                                |
| 1998 (26a)     | Eyvind Earle, Hayao Miyazaki, Ernest Pintoff                                                                 |
| 1999 (27a)     | Ray Patterson, Marcell Jankovics, Con Pederson                                                               |
| 2000 (28a)     | Norman McCabe, Hoyt Curtin, Lucille Bliss                                                                    |
| 2001 (29a)     | Bill Justice, Pete Alvarado, Bob Givens                                                                      |
| 2002 (30a)     | Gene Hazelton, Floyd Norman, Sherman Brothers                                                                |
| 2003 (31a)     | Gene Deitch, John Hench†, Thurl Ravenscroft                                                                  |
| 2004 (32a)     | Don Bluth, Virginia Davis, Arnold Stang                                                                      |
| 2005 (33a)     | Corny Cole, Fred Crippen, Tyrus Wong                                                                         |
| 2006 (34a)     | Andreas Deja, Genndy Tartakovsky, Bill Plympton                                                              |
| 2007 (35a)     | John Canemaker, Glen Keane, John Kricfalusi                                                                  |
| 2008 (36a)     | Mike Judge, John Lasseter, Nick Park                                                                         |
| 2009 (37a)     | Tim Burton, Jeffrey Katzenberg, Bruce Timm                                                                   |
| 2010 (38a)     | Brad Bird, Eric Goldberg, Matt Groening                                                                      |
| 2011 (39a)     | Walt Peregoy, Borge Ring, Ronald Searle†                                                                     |
| 2012 (40a)     | Terry Gilliam, Oscar Grillo, Mark Henn                                                                       |
| 2013 (41a)     | Katsuhiro Otomo, Steven Spielberg, Phil Tippett                                                              |
| 2014 (42a)     | Didier Brunner, Don Lusk, Lee Mendelson                                                                      |
| 2015 (43a)     | Joe Ranft†, Phil Roman, Isao Takahata                                                                        |
| 2016 (44a)     | Dale Baer, Caroline Leaf i Mamoru Oshii                                                                      |
| 2017 (45a)     | James Baxter, Stephen Hillenburg i Wendy Tilby and Amanda Forbis                                             |
| 2018 (46a)     | Ralph Eggleston, Andrea Romano i Frank Braxton                                                               |
| 2019 (47a)     | Satoshi Kon†, Henry Selick, John Musker i Ron Clements                                                       |
| 2020 (48a)     | Willie Ito, Sue C. Nichols† i Bruce W. Smith                                                                 |
| 2021 (49a)     | Ruben A. Aquino, Lillian Schwartz, Toshio Suzuki                                                             |
| 2022 (50a)     | Pete Docter, Evelyn Lambart†, Craig McCracken                                                                |
| 2023 (51a)     | Lotte Reiniger†, Joe Hisaishi, Marcy Page                                                                    |
| 2024 (52a)     | Aaron Blaise, Eunice Macaulay†, Normand Roger                                                                |